# 唐翔千
唐翔千，GBS，OBE，JP（1923年6月8日—2018年3月10日），江蘇無錫人，中华人民共和国企业家、政治人物。他的長子是前任香港政務司司長唐英年。根據2010年，美國財經雜誌《福布斯》發布的香港富豪榜，唐翔千以66.3億港元資產首次上榜，於香港排第40位。根據2015年，美國財經雜誌《福布斯》發布的全球富豪榜，唐翔千以12億美元上榜，於排全球1533位。

## 生平
唐翔千生於無錫紡織世家，家族事業涉足布莊、絲綢貿易、當鋪等，祖父唐驤庭（殿鎮）在無錫創辦麗新紡織廠，父親唐君遠（增源）大學畢業任廠長。家族本在無錫立足，堂伯唐炳源在渡洋留學後於1923年回國，為家族打理紡織、麵粉實業，家族擁有的慶豐紡織廠在1930年代係中國七大紡織企業之一。抗戰勝利後唐炳源審時度勢，1947年首先自上海搬來香港，同年更將全部生意遷至香港，在荃灣開設南海紗廠。
唐翔千早年就讀祖父唐驤庭捐建的小學、上海無錫私立輔仁中學、新閘路上海市五四中學（中三）（中一至中二）、上海市大同中學（高中），1945年完成大同大學商學院經濟學學士學位，1947年曾留學英國曼徹斯特大學，1948年取得美國伊利諾伊大學經濟學碩士學位1949年中共建政後，唐翔千並無返回中國大陸。他在1950年選擇到香港創業，落地生根，延續唐翔千家族事業。唐翔千在1951年與唐尤淑圻結婚，並育有三子一女，分別是唐英年、唐聖年、唐英敏和唐慶年。

## 其他資料
唐翔千與江澤民甚有淵源，與唐氏友好的香港政商界人士李鵬飛曾形容唐、江二人稱兄道弟。唐英年於2007年接受無綫電視節目《志雲飯局》訪問時，承認父親因早年在上海投資，所以與當時在上海主政的江澤民成為朋友，自己年輕時多次與江澤民見面，兩人關係甚佳。
1978年12月，中共十一屆三中全會以后，其父亲唐君远担任了上海市政协副主席，中国改革开放前，唐翔千的事业只在香港，受父亲的嘱托和影响，改革开放后，他回内地投资。他在深圳做成第一批补偿贸易，在新疆建成国内第一家合资经营的天山毛纺织厂，在上海办起第一家沪港合资企业上海联合毛纺织有限公司。朱镕基在上海当市长的时候，唐翔千向他提出要搞电子工业，又親自去开拓，1980年代中期，成立美维科技集团，2007年2月在香港上市（前港交所上市編號：3313），2010年4月19日，美維撤銷其上市地位。

## 名下馬匹
唐翔千與太太唐尤淑圻是香港賽馬會會員，名下馬匹包括「艷陽天」、「雙辣」。

## 公職及榮譽
- 港事顧問
- 香港特別行政區第一屆政府推選委員會成員
- 香港特別行政區籌備委員會成員
- 香港基本法諮詢委員會執行委員
- 美維控股創辦人
- 第7屆全國政協[13]
- 香港工業總會主席
- 香港貿易發展局理事
- 香港中文大學校董
- 香港科技大學顧問委員會榮譽委員
- 香港中文大學新亞書院董事會主席
- 東華三院總理